# Blohm & Voss Bv P.192
De Bv P.192 is een project voor een aanval en duikbommenwerper dat werd ontwikkeld door de Duitse vliegtuigbouwer Blohm und Voss.

## Ontwikkeling
Het ontwerp had een merkwaardige constructie. De motor was in het midden van de romp geplaatst en dreef een grote propeller aan. Deze bevond zich tussen de motor en de cockpit. De cockpit was in de rompneus aangebracht en van een drukcabine voorzien. De motor was een vloeistofgekoelde Daimler-Benz DB 603G-lijnmotor. De radiatoren waren in de voorrand van de vleugels aangebracht, direct naast de romp.
Het voorste deel van de romp was via twee stijlen naar de vleugels aan de rest van de romp aangebracht. Deze delen werden ook direct gebruikt als een soort “hulpvleugels”. De vleugels waren aan de voorkant recht uitgevoerd en hadden aan de achterrand een pijlstand naar voren.
De bewapening bestond uit twee 20mm-MG151/20-kanonnen in de rompneus en in de stijlen die de rompneus ondersteunen. Er kon een bommenlading van 500 kg worden vervoerd.
- Spanwijdte: 13 m.
- Lengte: 11,70 m.
- Vleugeloppervlak: 26,20 m²
- Startgewicht: 5.700 kg